# Geografisk determinism
Geografisk determinism, miljödeterminism eller klimatdeterminism, är determinism en hypotes inom kulturgeografi som går ut på att det i första hand är den fysiska miljön som avgör utvecklingen för ett samhälle eller en stat. 